# Stadtfriedhof Engesohde

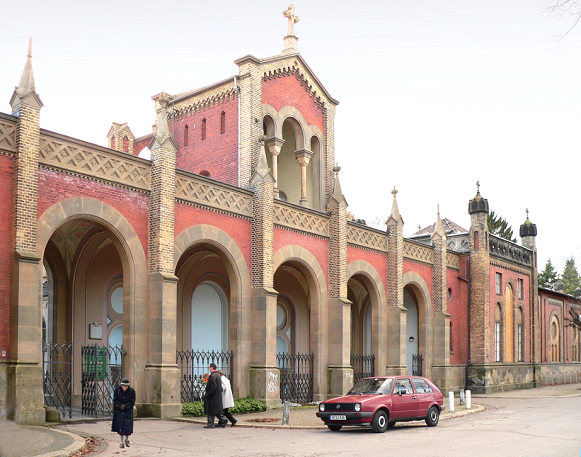
Entrada principal do cemitério

O Stadtfriedhof Engesohde é um dos mais antigos cemitérios de Hannover. Foi estabelecido de 1861 a 1864. Seu portal de acesso é a única construção de Ludwig Droste ainda preservada. Tem área de 21,7 hectares distribuída em 52 seções.

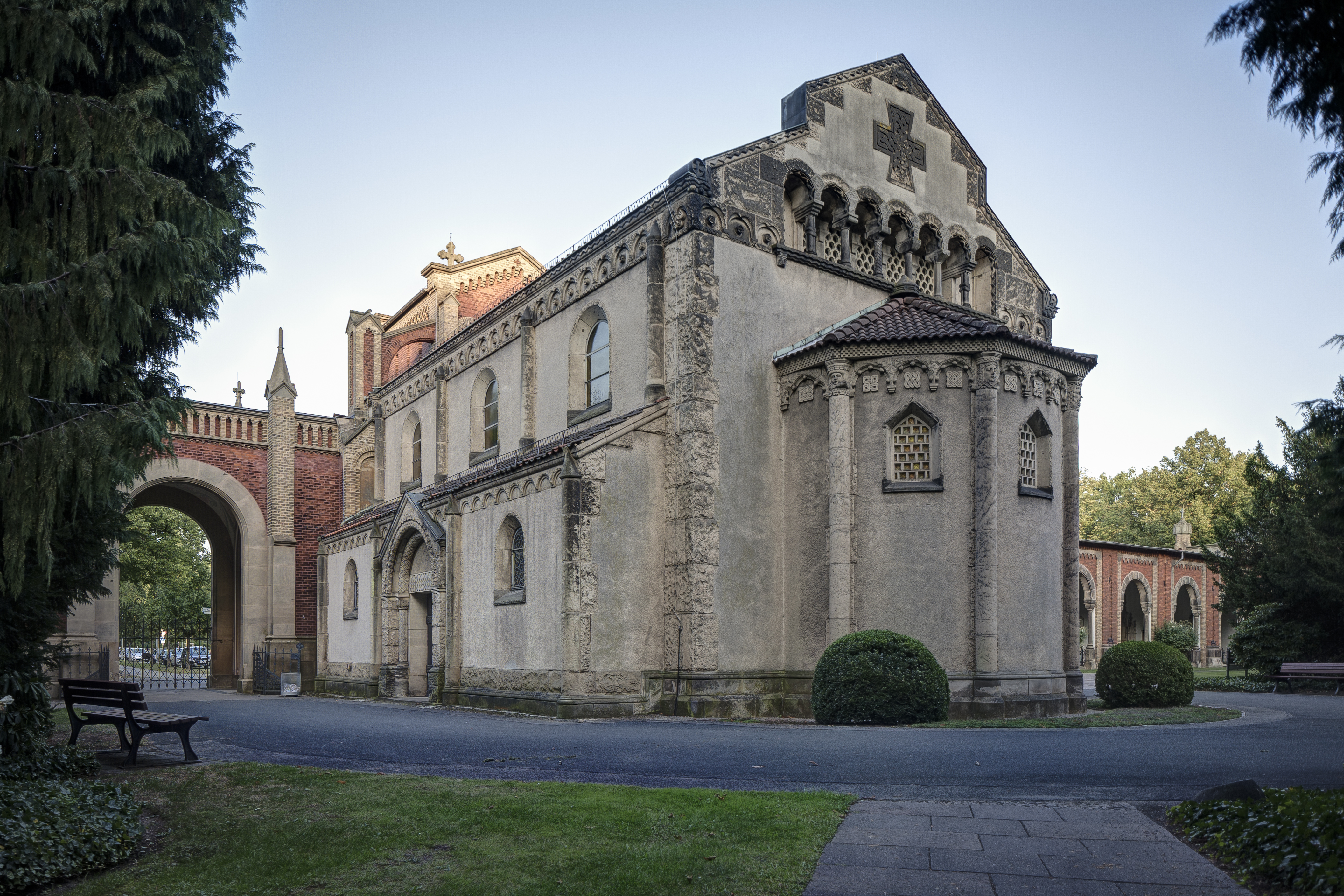
Kapelle von Oskar Barnstorf auf der Rückseite des Haupteingangs

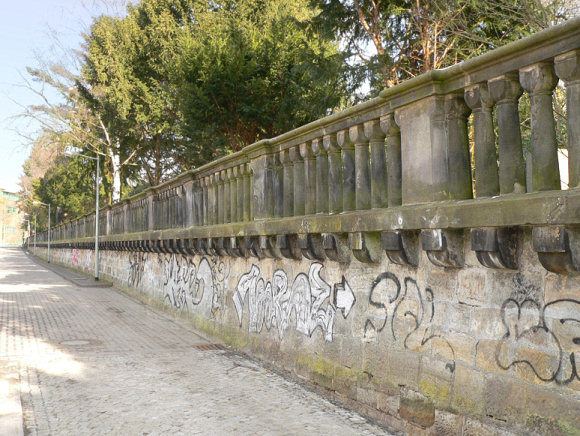
Frühere Balustrade des Schiffgraben heute als Friedhofsmauer

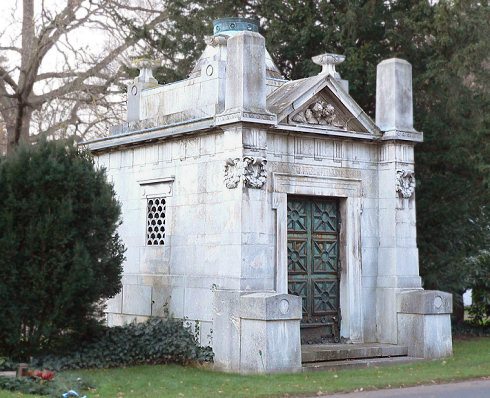
Eine der vielen Familiengruften auf dem Friedhof

## Sepulturas selecionadas

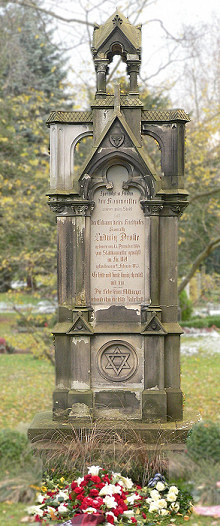
Grabmal des Friedhofserbauers Ludwig Droste

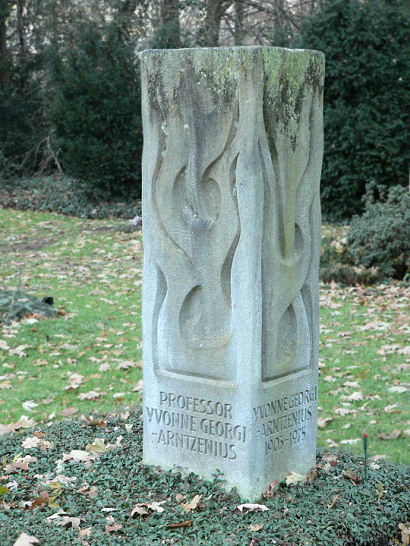
Grabstein Yvonne Georgi

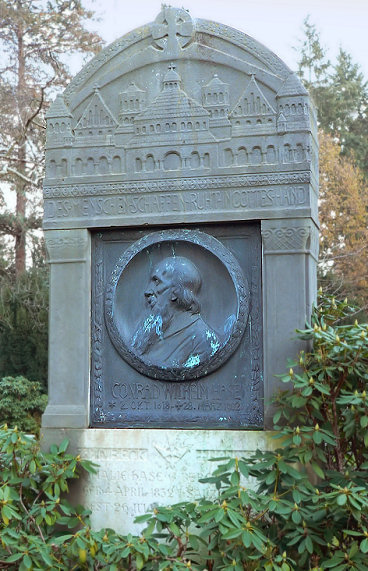
Grabmal Conrad Wilhelm Hase

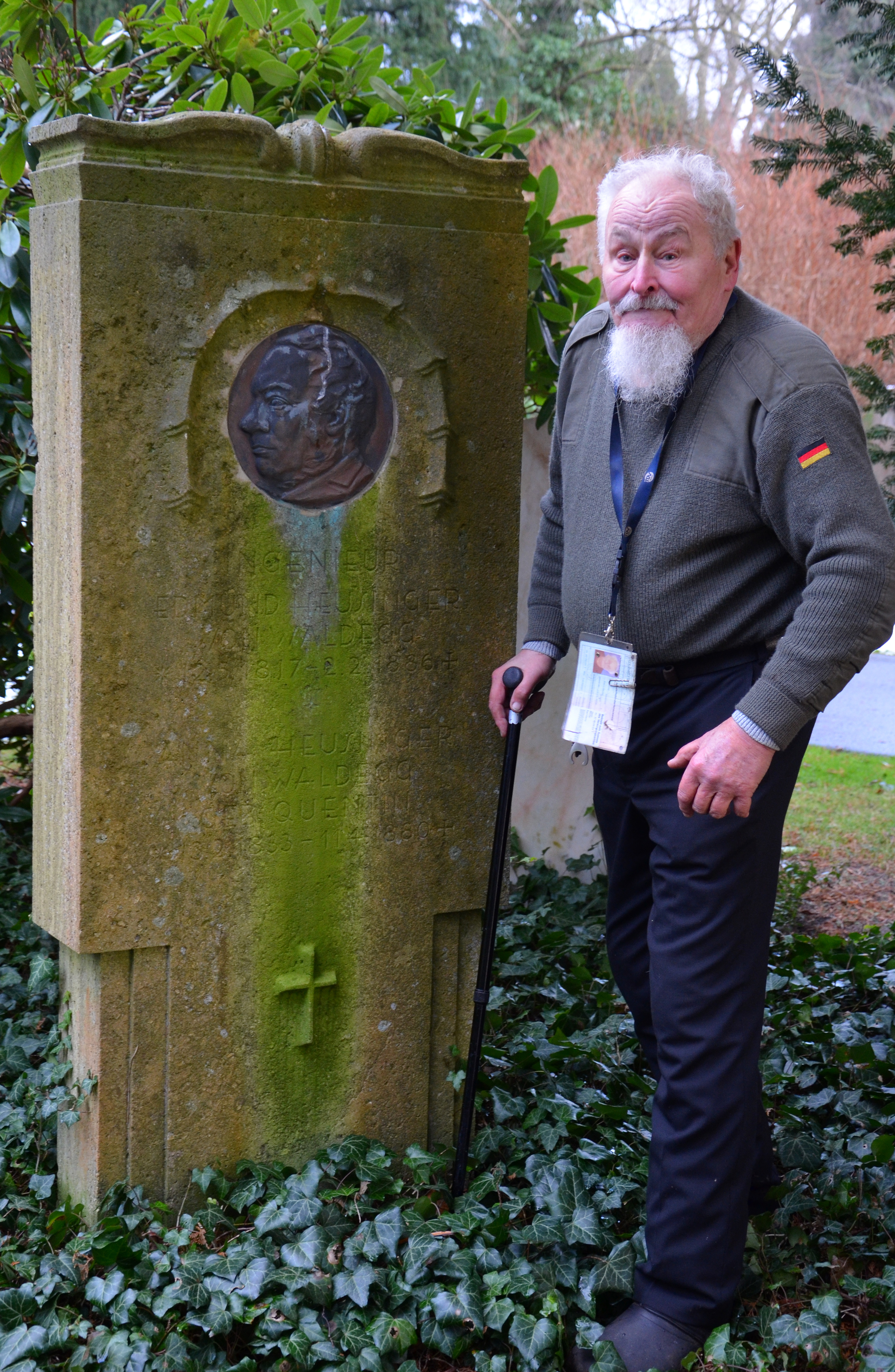
Wiederentdecktes Grabmal Edmund Heusinger von Waldegg

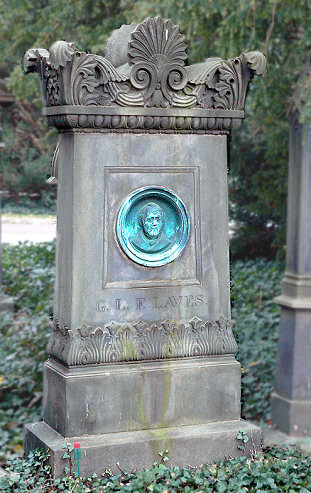
Grabmal G.L.F. Laves

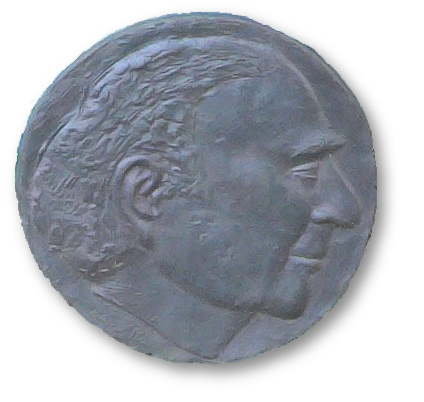
Grabmedaillon Dieter Oesterlen

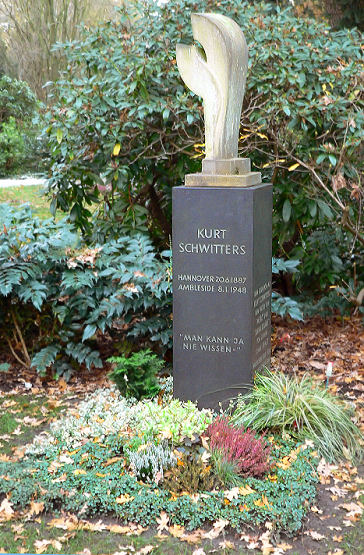
Grab Kurt Schwitters

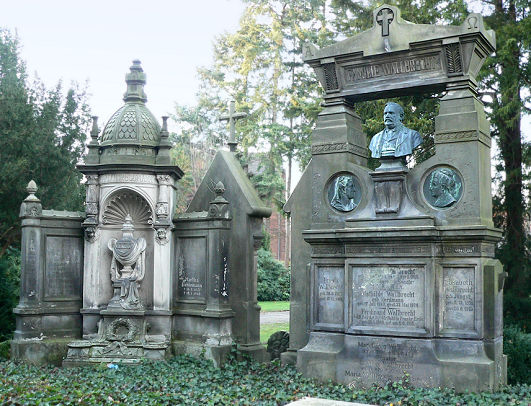
Grabmonument für Ferdinand Wallbrecht

- Hanns Adrian (1931–2003), 1975 a 1993 conselheiro de construção de Hannover
- Bernhard Baier (1912–2003), esportista aquático
- Ernst von Bandel (1800–1876), escultor
- Ludwig Barnay (1842–1924), ator e diretor de teatro
- Friedrich Eduard Behrens (1836–1920), industrial
- Wilhelm Blumenberg (1863–1949), teólogo
- Hermann Wilhelm Bödeker (1799–1875), teólogo
- Heinrich Friedrich Brehmer (1815–1889), medalhista
- Walter Bruch (1908–1990), pioneiro da televisão colorida
- Heinrich Christian Burckhardt (1811–1879), engenheiro florestal
- Georg von Cölln (1837–1908), empresário, ("antigo mausoleu")[3]
- Friedrich Georg Hermann Culemann (1811–1886), empresário
- Karl Dammann (1839–1914), médico veterinário
- Karl August Devrient (1797–1872), ator
- Ludwig Droste (1814–1875), arquiteto
- Georg Ebeling (1853–1925), mineiro
- Otto von Emmich (1848–1915), general
- Roland Engelhard (1868–1951), escultor
- Wilhelm Engelhard (1813–1902), escultor
- Gustav Fink (1854–1933), prefeito
- Joseph Gauß (1806–1873), engenheiro ferroviário, filho mais velho do matemático Carl Friedrich Gauß
- Yvonne Georgi (1903–1975), dançarina
- Otto Gleichmann, (1887–1963), pintor expressionista
- Adolf Grimme (1889–1963), primeiro diretor da Nordwestdeutscher Rundfunk 1948 a 1956
- Hugo Haase (1857–1933), construtor de montanhas-russas
- Ferdinand Haltenhoff (1836–1891), diretor administrativo
- Conrad Wilhelm Hase (1818–1902), arquiteto
- Wilhelm Hauschild (1902–1983), fotógrafo
- Bernhard Hausmann (1784–1873), industrial
- Edmund Heusinger von Waldegg (1817–1886), engenheiro mecânico
- Rudolf Hillebrecht (1910–1999), arquiteto
- Werner Holtfort (1920–1992), jurista, político socialdemocrata
- Agnes Hundoegger (1858–1927), pedagoga musical
- Karl Hermann Jacob-Friesen (1886–1960), arqueólogo
- Karl Jatho (1873–1933), pioneiro da aviação
- Karl Karmarsch (1803–1879), tecnologia
- Friedrich Kaulbach (1822–1903), pintor
- Hermann Kestner (1810–1890), fundador do Museu August Kestner
- Heinrich Kirchweger (1809–1899), engenheiro ferroviário
- Dietrich Kittner (1935–2013), cabaretista
- Konrad Kittner (1962–2006), músico
- Albert Knoevenagel (1825–1907), fabricante de máquinas em Linden-Limmer
- Heinrich Köhler (1830–1903), arquiteto
- Edmund Koken (1814–1872), pintor paisagista e [[Retrato pictórico|pictórico]
- Karl Krolow (1915–1999), escritor
- Karl Lange (1811–1867), emporesário
- Georg Ludwig Friedrich Laves (1788–1864), arquiteto, planejador urbano
- Adolph Leonhardt (1815–1880), jurista, ministro da Justiça prussiano
- Georg Lichtenberg (1852–1908), prefeito de Linden
- Wilhelm Mackensen (1869–1955), arquiteto
- Arthur Menge (1884–1965), prefeito
- Elke Mühlbach (1953–2012), bióloga
- Gustav Noske (1868–1946), político social-democrata
- Curd Ochwadt (1923–2012), escritor, tradutor
- Dieter Oesterlen (1911–1994), arquiteto
- Carl Peters (1856–1918), político colonialista
- Bernhard Pfad (1885–1966), político
- Johann Carl Hermann Rasch (1810–1882), diretor da cidade
- Henry Rathbone (1837-1911), militar
- Ludwig Roselius (1874–1943), comerciante
- Hermann Schaedtler (1857–1931), arquiteto
- Albrecht Schaeffer (1885–1950), escritor
- Georg Schnath (1898–1989), arquivista
- Kurt Schwitters (1887–1948), pintor, escritor
- Siegmund Seligmann (1853–1925), comerciante, diretor da Continental AG
- Katrin Sello (1941–1992), historiadora da arte
- Adolf Tellkampf (1798–1869), matemático
- Heinrich Tieste (1815–1882), cirurgião e obstetra
- Heinrich Tramm (1854–1932), diretor da cidade
- Ludwig Vierthaler (1875–1967), escultor
- Orli Reichert-Wald (1914–1962), resistência alemã
- Ferdinand Wallbrecht (1840–1905), arquiteto
- August Waterbeck (1875–1947), escultor
- August Werner (1845–1916), comerciante[4]